# Pauline Whittier
Pauline "Polly" Whittier (Boston, Massachusetts, 9 de desembre de 1876 – Nova York, 3 de març de 1946) va ser una jugadora de golf estatunidenca que va competir a cavall del segle xix i el segle xx. El 1900 va prendre part en els Jocs Olímpics de París en la prova individual de golf, en què guanyà la medalla de plata.
Filla d'una família adinerada, fou educada a Europa. En tornar als Estats Units es casà amb Ernest Iselin, membre de diferents consells d'empreses. Va dedicar el seu temps a la filantropia i el 1933 establí el Generosity Thrift Shop en què es feien regals a entitats necessitades.